# Порт-Фэри (Виктория)
Порт-Фэри — /pɔːt ˈfɛəri/ — прибрежный город на юго-западе штата Виктория, Австралия. Он расположен по шоссе Принц (Princes Highway) в графстве Мойн, в 28 км (17 миль) к западу от Варрнамбула и в 290 км (180 миль) к западу от Мельбурна, в месте, где река Мойн впадает в Южный океан.

## История
В начале XIX века китобои и охотники на тюленей использовали данный участок побережья как одну из своих баз. Бухта была названа командой китобойного судна The Fairy в 1828 году. В 1835 году судовладелец Джон Гриффитс основал в этом месте китобойную станцию, в 1839 году при ней был открыт магазин. В 1843 году Джеймс Аткинсон, адвокат из Сиднея, после специального изучения территории, приобрел землю в городе. Он осушил болота, разделил и арендовал землю и построил гавань на реке Мойн. Он назвал город «Белфаст» в честь своего родного города в Ирландии. Почтовое отделение открылось 1 июля 1843 года (фактически открыто в 1837 году как «Port Fairy»), но 1 января 1854 года было переименовано в «Белфаст», а 20 июля 1887 года вернулось к первоначальному названию.
В регионе активно развивалось сельское хозяйство и Белфаст стал важным транспортным узлом. К 1857 году в городе проживало 2190 человек. В середине и конце XIX века Белфаст был одним из крупнейших портов Австралии, обслуживающий китобойную индустрию. В 1887 году город был переименован в Порт-Фэри в результате парламентского акта.
Железная дорога была продлена до города в 1890 году, но в 1977 году эта ветка была закрыта. Позже пути были переделаны дорогу (Rail Trail) из Порт Фэри в Варрнамбул.

## Город
Согласно переписи 2016 года, население Порт-Фэри составило 3,340 человек. Основными отраслями промышленности города являются туризм и рыболовство, также это порт приписки одного из крупнейших рыболовных флотов Виктории. Фармацевтическая фабрика, принадлежащая Sun Pharma, расположена на окраине города. В Порт-Фэри расположены две начальные школы: Объединенная школы Порт-Фейри и Приходская начальная школа Святого Патрика.
В 2012 году Порт-Фэри был признан одним из самых лучших для жизни городов с населением до 20 000 человек в мире и получил международную премию LivCom. Город имеет богатую историю, 50 зданий находятся под защитой Национального фонда Австралии. Рядом с островом Гриффитса находится колония короткохвостых буревестников.
С 1977 года в выходные дни Дня труда в марте каждого года городе проводится Фестиваль народной музыки. В 2016 году с 11 по 14 марта прошел 40-й ежегодный фестиваль. За 40 лет было проведено около 3500 концертов, в том числе более 500 международных, на которых выступили более 12 000 музыкантов, аудитория составила более 240 000 покупателей билетов и 1 000 000 посетителей.
Другим крупным праздником в городе является фестиваль Moyneyana, который проводится летом с сочельника по 26 января.
В Порт-Фэри также есть высоко оцененное поле для гольфа с 18 лунками, гольф-клуб расположен на Woodbine Road.
В городе есть команда по австралийскому футболу, Port Fairy Seagulls, которая играет в футбольной лиге Хэмпдена.
На пляжах города есть много мест для серфинга всех уровней квалификации, включая Старый проход, каменистый обрыв на правом берегу у старого устья реки Мойн; Маяк, правая крайняя точка острова Гриффитс; и Восточный Пляж.

## Известные жители
- Дэнис Нэптайн, премьер-министр штата Виктория;
- Т.Дж. Райан, премьер-министр штата Квинсленд;
- Джон Колман, спортсмен;
- Брайан Данлоп, художник[14].

## Галерея
- The Stag Inn, в настоящее время отель Seacombe House, был построен в 1847 году капитаном Джоном Сандерсом. Внешний вид мало изменился со времени открытия[15]
- Гавань реки Мойн
- Река Мойн у Порт-Фэри